# 니나 리
니나 리(Nina Li, 본명(本名)은 리즈(利智, 이지), 1961년 12월 31일 ~ )는 중화인민공화국 상하이에서 출생한 중화인민공화국 홍콩 특별행정구의 영화배우 겸 모델과 미국의 광고 모델로 활약하였던 싱가포르의 여성 영화배우이다.

## 생애
중화인민공화국 상하이에서 출생하였으며 지난날 한때 중화인민공화국 광둥 성 광저우에서 잠시 유아기를 보낸 적이 있는 그녀는 5세 시절이던 1966년에 일가족을 따라 홍콩으로 이주하였고 1981년 싱가포르에서 연극배우 첫 데뷔하였으며 1986년에는 홍콩의 미인대회에서 입상하였고 이어 같은 해 1986년 홍콩 영화 《원진협여위사리(原振侠旅位斯理)》의 단역으로 영화배우 데뷔하였으며 이듬해 1987년 홍콩의 텔레비전 드라마에 첫 단역 출연하였고 같은 해 1987년부터 광고 모델로 활약하다가 1999년에는 2년 연하의 중화인민공화국 무술영화배우 리롄제(李連杰:이연걸)와 결혼하여 그와의 사이에 2녀를 두었다.

## 출연작

### 영화
- 1986년 홍콩 영화 《원진협여위사리(原振侠旅位斯理)》